# カイロプラクティック団体・協会
カイロプラクティック団体・協会（カイロプラクティックだんたい・きょうかい）は、日本に数多くあるカイロプラクティック団体・協会の一部。
カイロプラクティックには法的な制限がないため健康被害も問題になり、団体・協会は誰にも束縛されず自由に名乗れ、存在し、全てを網羅することは不可能である。そのため国外の法制化国で開業できる教育機関は国内に存在しないが、「国際基準の教育」等も自由に名乗られる。また、団体・協会によっては、厚生労働省認可や厚生労働大臣認可と謳うところもあるが、厚生労働省や厚生労働大臣が、カイロプラクティックを認可したわけではないので十分に注意する必要がある。また、カイロプラクティックの店舗名を使いマットレスやサプリメントの物販販売を行うマルチ商法の団体や活動実態のない団体も存在している。

## 名称にカイロプラクティック・カイロプラクターが入るおもな団体・協会
- カイロプラクティック業協同組合連合会
- カイロプラクティック療法振興事業協同組合
- 株式会社日本カイロプラクティック協会(JCO)
- 関西カイロプラクティック協会
- ガンステッドカイロプラクティック・オブ・ジャパン(GCJ)
- 協同組合日本カイロプラクティック連盟
- 国際カイロプラクティック師連盟(KCA)
- 自然カイロプラクティックサイエンス協会
- 自然カイロプラクティック協会
- ジャパンH・I・Oカイロプラクティック協会
- 新生日本カイロプラクティック師会(NJCS)
- 全国カイロプラクティック協会（CAAJ)
- 全国カイロプラクティック師会(AJCA)
- 全国総合カイロプラクター協議会(AJCA)
- 全日本カイロプラクティック学会(ANCA)
- 全日本カイロプラクティック協会
- 全日本カイロプラクティック施術協同組合
- 全国カイロプラクティック研究協会(AJCRA)
- 創術カイロプラクティック協会（SCA）
- 総合カイロプラクティック手技療法協会
- 東洋カイロプラクティック協会
- 東洋カイロプラクティック師協会
- 東洋カイロプラクティック普及協会
- ドクター・オブ・カイロプラクティック連絡協議会(DCLC)
- 西日本カイロプラクティック業協同組合
- 日米カイロプラクティック協会
- 日本カイロプラクティック安全協会(ACS-JPN) (国民(受療者)団体)
- 日本カイロプラクティック医学協会(JACM)
- 日本カイロプラクターズ協会(世界カイロプラクティック連合(WFC)加盟日本代表団体) (JAC)
- 日本カイロプラクティック医学協会
- 日本カイロプラクティック医療協会
- 日本カイロプラクティック医連盟
- 日本カイロプラクティックエビデンス研究会
- 日本カイロプラクティック学士会
- 日本カイロプラクティック学術振興会(JSCS)
- 日本カイロプラクティック学会
- 日本カイロプラクティック議員連盟
- 日本カイロプラクティック教育諮問委員会(JCCE)
- 日本カイロプラクティック協会
- 日本カイロプラクティック協同組合連合会（JFCP)
- 日本カイロプラクティック師協会(JSC)
- 日本カイロプラクティック総連盟(JCA)
- 日本カイロプラクティック団体協議会(JCCO)
- 日本カイロプラクティック登録機構(JCR)
- 日本カイロプラクティック徒手医学会(JSCC)　（非営利学術団体）
- 日本カイロプラクティック評議会(CCJ)
- 日本カイロプラクティックフォーラム
- 日本カイロプラクティック普及協会
- 日本カイロプラクティックメディスン協会(JCMA)
- 日本カイロプラクティックリサーチ協会
- 日本カイロプラクティック連合会(JCA)
- 日本カイロプラクティック連盟
- 日本カイロプラクティック連絡協議会(CFJ)
- 日本上部頸椎カイロプラクティック協会
- 日本スポーツカイロプラクティック連盟(国際スポーツカイロプラクティック連盟(FICS)加盟日本代表団体)(J-FOCS)
- 日本ソフトカイロプラクティック協会
- 日本ドクター・オブ・カイロプラクティック協会(DC Japan)
- 日本CBRカイロプラクティック協会
- 日本SIJカイロプラクティック協会
- パシフイック・アジア・カイロプラクティック協会](PAAC)
- 臨床カイロプラクティック学会
- NPO法人国際カイロプラクティック教育審査機構
- NPO法人日本カイロプラクティック機構(JCO)
- NPO法人日本カイロプラクティック同盟
- NPO法人日本カイロプラクティックフィジシャンズ協会(CPAJ)
- NPO法人日本カイロプラクティックボランティア協会
- NPO法人日本ソフトカイロプラクター協会

## 海外カイロプラクティック団体・協会
- 世界カイロプラクティック連合(WFC)
- 国際スポーツカイロプラクティック連盟(FICS)
- 欧州カイロプラクターズ連合（ECU)(19ヶ国が加盟するヨーロッパにおけるカイロプラクティックの団体)
- 南米カイロプラクティック連合（FLAQ)(13ヶ国が加盟する南米におけるカイロプラクティックの団体)
- アジアパシフィックカイロプラクティックドクターズ連合（APCDF)(13ヶ国が加盟するアジアにおけるカイロプラクティックの団体)